# Shetlandsko otočje
Shetlandsko otočje (engl. Shetland, gaelski Sealtainn, ferojski Hetland) je otočje koje se nalazi sjeveroistočno od obale Škotske. Otoci se nalaze sjeveroistočno od Orkneyskih otoka i oko 280 kilometara jugoistočno od Farskih otoka, s kojima čine granicu između Sjevernog mora na istoku i Atlantskog oceana na zapadu. Ukupna površina otoka je 1466 km² a na otočju živi oko 23 tisuća stanovnika. Najveći otok naziva Mainland površine je 967 km² te je po veličini treći škotski otok i peti britanski otok. 
Glavno naselje i upravno sjedište otočja je gradić Lerwik. 

## Vanjske poveznice
- Službena stranica
- Visit.Shetland.org Internet prezentacija turističke zajednice  Arhivirana inačica izvorne stranice od 8. ožujka 2010. (Wayback Machine)
- Shetland.org